# Hassan Gouled Aptidon
Hassan Gouled Aptidon (* 15. Oktober 1916 in Garissa, Lughaya, Britisch-Somaliland; † 21. November 2006 in Dschibuti (Stadt)) war von 1977 bis 1999 der erste Präsident von Dschibuti und zwischen Mai und Juli 1977 für kurze Zeit auch Premierminister.
Aptidon gehörte der Volksgruppe der Issa-Somali an. Er erlangte als Präsident der Afrikanischen Volksliga für die Unabhängigkeit (Ligue Populaire Africaine pour l'Indépendence, LPAI) die Macht. Zwei Jahre nach der Unabhängigkeit Dschibutis löste er 1979 die LPAI selbst auf und gründete die Rassemblement populaire pour le progrès (Volksversammlung für den Fortschritt, RPP). 1981 machte er Dschibuti zum Einparteienstaat, indem er die RPP zur einzig legalen Partei erklärte.
Nach dem Ausbruch des dschibutischen Bürgerkrieges 1991 gestattete er im darauffolgenden Jahr teilweise freie Wahlen, in denen maximal vier Parteien zugelassen waren, nicht darunter die für den Krieg verantwortliche Rebellengruppe Front pour la restauration de l’unité et la démocratie (Front für die Wiederherstellung von Einheit und Demokratie, FRUD). Die RPP gewann 72 Prozent der Stimmen und Aptidon wurde somit für eine vierte Amtszeit wiedergewählt.
1999, im Alter von 83 Jahren, entschloss er sich, zurückzutreten, nachdem er 1997 für eine fünfte Amtsperiode wiedergewählt worden war. Sein Nachfolger wurde der Kabinettschef Ismail Omar Guelleh. Aptidon starb am 21. November 2006 an den Folgen einer langjährigen Lebererkrankung.